# Agia Triada, Kastoria
Agia Triada (în greacă Αγία Τριάδα) este un oraș în Grecia în prefectura Kastoria.